# Johann August (Pfalz-Lützelstein)

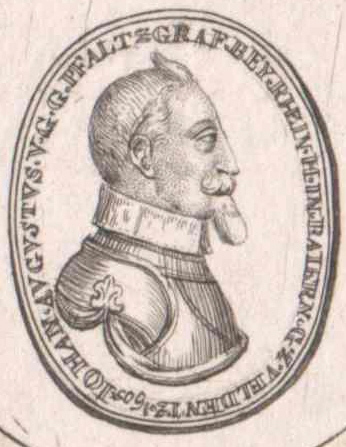
Johann August zu Veldenz-Lützelstein

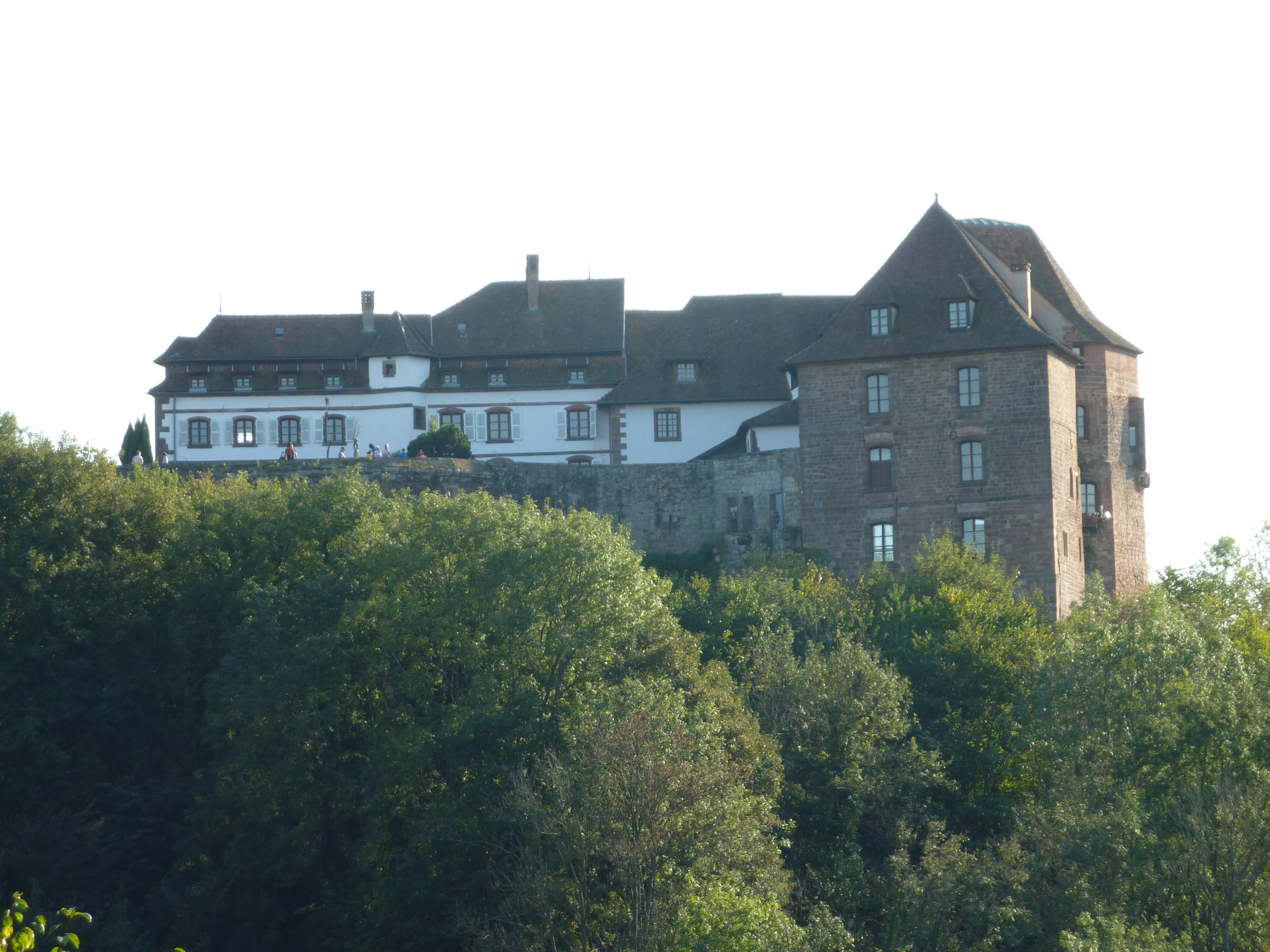
Schloss Lützelstein

Johann August von Pfalz-Lützelstein (* 26. November 1575 auf Burg Lemberg; † 18. September 1611 auf Burg Lemberg) war Pfalzgraf von Lützelstein aus dem Zweig Veldenz der Pfälzer Linie des Hauses Wittelsbach.

## Leben
Johann August war der zweite Sohn des Pfalzgrafen Georg Johann I. von Veldenz (1543–1592) aus dessen Ehe mit Anna Maria (1545–1610), Tochter des Königs Gustav I. Wasa von Schweden.
Johann August folgte seinem Vater 1592 in der Grafschaft Lützelstein, die er in der Erbteilung mit seinen Brüdern Georg Gustav, Ludwig Philipp und Georg Johann II. erhalten hatte. Johann August residierte, wie sein Vater, auf Burg Lützelstein.
Im Jahr 1599 vermählte sich Johann August mit der bereits 50-jährigen Anna Elisabeth (1549–1609), Tochter des Kurfürsten Friedrich III. von der Pfalz und Witwe des Landgrafen Philipp II. von Hessen-Rheinfels. Die Ehe blieb kinderlos. 1611 hatte er eine Heirat mit Elisabeth von Hessen-Darmstadt (1579–1655), verwitwete Gräfin zu Nassau-Weilburg, beschlossen. Doch er verstarb noch während der Anreise, am Tag der geplanten Hochzeit.
Johann August wurde wie seine Eltern und seine Gemahlin in der Gruft der Kirche von Lützelstein bestattet. Sein Grabdenkmal zeigt ihn gemeinsam mit seiner Gemahlin kniend mit acht Ahnenwappen und zwei Inschriften. Die Grafschaft Lützelstein fiel nach seinem Tod an seinen Bruder Johann Georg II.
Eine von Johann August 1604 geprägte Silbermünze mit dem Brustbild des Fürsten auf der Vorderseite und auf dem Revers das pfalzbayerische neben dem veldenzischen Wappen gilt als ausgesprochene Seltenheit.